# Ritu lionès

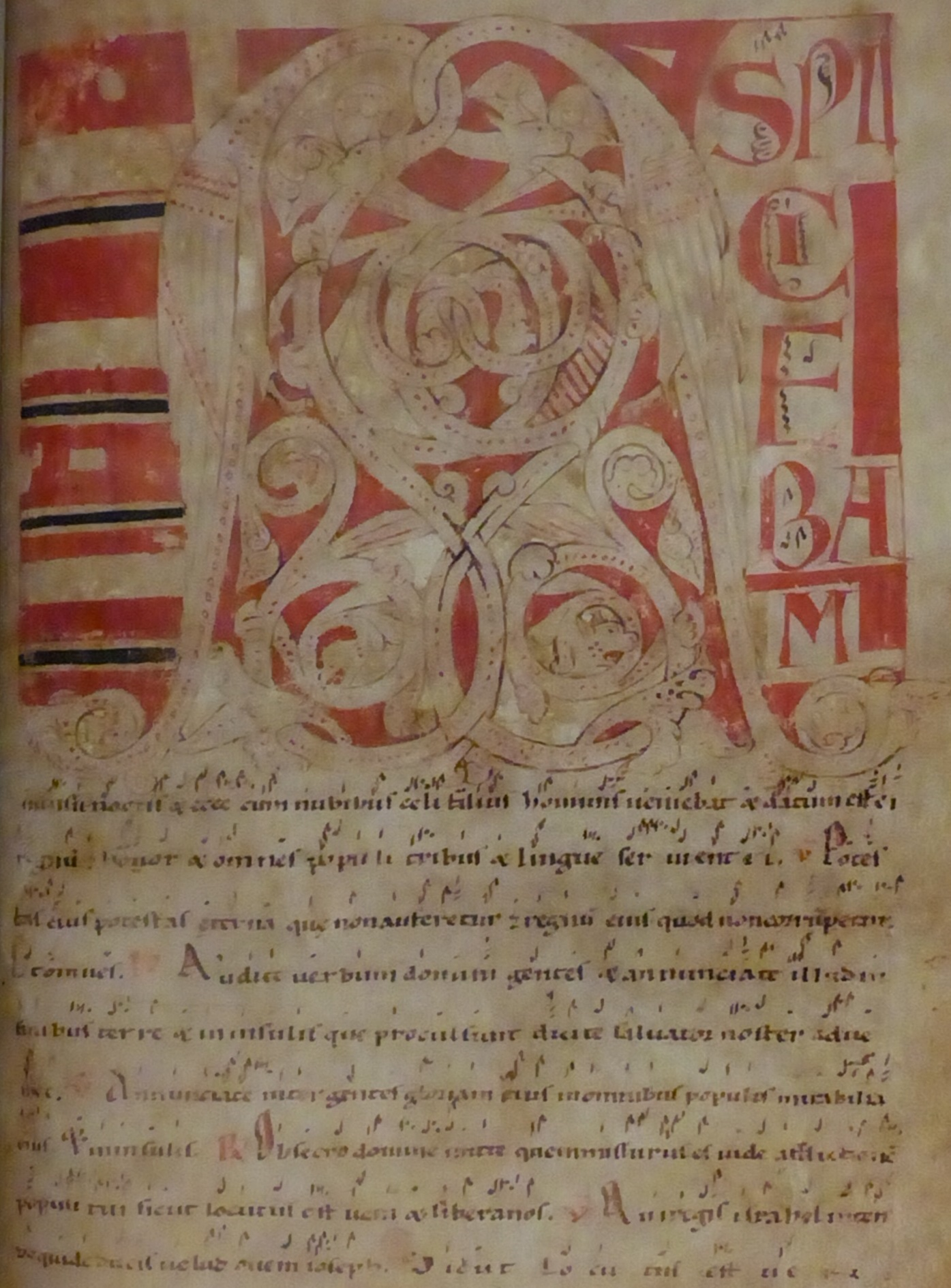
Antifonari l'ús del ritu lionès,. Primera resposta dels matines del primer diumenge d'Advent. Lletra adornada A "Aspiciebam" i notació musical.

El ritu lionès (en llatí: ritus lugdunensis) és una manera de celebrar la missa i els sagraments a l'Església catòlica llatina. Hi ha evidències, com a ritu propi de l'arxidiòcesi de Lió, des del segle xi, però a diferència dels ritus ambrosià o mossàrab, pràcticament ha desaparegut després de les reformes litúrgiques de 1969. No obstant això, algunes de les seves característiques persisteixen en la litúrgia celebrada a algunes esglésies de Lió, per exemple a la Primada de Sant Joan Baptista, l'església-catedral de Lió. Així, per exemple, el ritu de l'encensament és diferent: és de cadena llarga, d'estil oriental i no de cadena curta com en el ritu romà.

## Història de la litúrgia lionesa

### Un ritu ancestral
El ritu de Lió adquirí les seves peculiaritats d'una rica història de components fixos des de principis de la baixa edat mitjana. Se situa, com el ritu romà en el sistema litúrgic occidental, però amb emprèstits dels ritus gal·licans en vigor fins al segle ix. Aquests van ser marginats per la progressiva romanització de les litúrgies franques desitjada per Carlemany, però el ritu lionès va mantenir un cert nombre.
La base principal sobre la qual reposa la litúrgia lionesa, per tant, és el ritu romà del segle ix, tal com es practicava al voltant del emperador, complementat per les restes originals litúrgiques franques. Però si el ritu romà està en un canvi constant, el ritu lionès es caracteritza pel seu conservadorisme extrem. Format vers l'any 850, coneixerà els seus primers canvis al segle xviii, en el moment de les reformes de monsenyor de Montazet. Ardentment defensat per l'arquebisbe i el capítol de la catedral de Sant Joan, aquests també es resisteixen a les reformes del Concili de Trento.

### La romanització gradual
Abans d'ell, les innovacions litúrgiques començaren a canviar el ritu de Lió, promogut per monsenyor de Rochebonne.
En 1749, monsenyor de Montazet promulgà sense l'aprovació del capítol de la catedral un nou missal. El seu desig era apropar-se als llibres litúrgics romans, i alinear gairebé tot el missal lionès sobre el missal de París. Aquesta decisió es limità a confirmar un moviment iniciat a finals del segle xvii. No obstant això, els religiosos de Lió adscrits a la seva forma de culte no acceptaren la decisió i utilitzaren tots els mitjans de què disposaven. De procés en procés, el conflicte arriba al Parlament que decidí a favor de l'arquebisbe. Durant el conflicte, monsenyor de Montazet també reformà el Breviari local. La seva acció li va valer acusacions de jansenisme. Tanmateix, encara que els textos canviessin, el propi ritu es mantingué poc canviat.
Al final de la Revolució Francesa, el clergat de Lió va aconseguir expulsar del breviari les parts que es consideraven jansenistes.
El ritual va ser modificat el segle xix. Un orgue va ser instal·at a la catedral, mentre fins ara, a totes les cerimònies només s'utilitzava el cant i sense cap instrument.
El cardenal Bonald, el 1866, va promulgar un missal el títol del qual era més que un presagi del contingut: «Missale Romano-Lugdunense, sive missale Romanum in quo ritus Lugdunenses ultimi tridui ante Pascha, ordinis missae et vigiliae Pentecostes auctoritate Sanctae Sedis Apostolicae iisdem ritibus romanis proprio loco substituuntur».
L'edició de 1904, dirigida pel cardenal Coullié, incloïa ritus i festivals propis. La darrera edició del Missal Lionès es va publicar el 1956, amb el cardenal Gerlier. Nou anys més tard, el 1965, a mesura que es preparaven les reformes litúrgiques del Concili Vaticà II amb intensitat creixent, encara es publicà un ritual peculiar de la Diòcesi de Lió.
Malgrat aquesta última publicació, les reformes de 1970 van provocar la gairebé total desaparició del ritu de Lió, substituït pel ritu romà renovat per Pau VI. Només uns pocs canonges-comtes de Lió (a la catedral) i alguns membres de la societat Saint-Irénée (amical de sacerdots diocesans de Lió) mantingueren la pràctica d'aquest ritual ocasionalment.
Quan la Fraternitat de Sant Pius X (en els anys 70) i la Fraternitat de Sant Pere (1988), car una de les característiques és l'ús dels llibres litúrgics avant-conciliars, establert a la diòcesi, la feien servir tant la forma tridentina del ritu romà, encara que mai no s'havia utilitzat a les parròquies de Lió. No obstant això, a la parròquia de Sant Jordi, els seguidors són catòlics, però va obtenir el permís de l'arquebisbe per a celebrar d'acord amb el ritu avant-conciliar segons les disposicions del motu proprio Ecclesia Dei, se celebra amb regularitat la missa en ritu lionès.

## La missa lionesa i la missa romana
És en els desplegaments de la missa pontifical que es troben les diferències entre el ritu romà i el lionès més destacadament, però els matisos notables són detectables per la missa menor. Aquestes són les principals diferències:
«Per a la Missa menor, notar sobretot: text diferent de pregàries a la part inferior de l'altar; conservació de les seqüències (desaparegudes al romà després del Concili de Trento); ús d'un corporal de quinze parts; ofertori diferent (hòstia i calze al mateix temps); braç del sacerdot a la creu durant l'Unde i les memòries, creu sobre el pit durant el "Supplices te rogamus"; […] transport del missal tancat (obert al romà) pel servidor [...].»
A la missa pontifical, el desplegament màxim de la pompa litúrgica lionesa s'accentuen les diferències. Quan la litúrgia romana necessita el servei d'uns quinze clergues, la Missa de Lió en mobilitza trenta-sis. A la catedral de Sant Joan, per exemple, fins a la reforma litúrgica de Pau VI, el cor va descendir fins al començament dels llocs per proporcionar un espai prou gran per a la realització de les cerimònies pontifícies. Per a les misses solemnes, la majoria dels cants eren cantats en diferents tons dels del ritu romà, un sotsdiaca es va situar darrere de l'altar durant l'ascens - per aquesta raó, l'altar lionès mai no va ser recolzat al mur de l'absis - i l'encenser és de cadena llarga, a la manera oriental. A més, els ministres inferiors utilitzaven un manípul, com el sacerdot, i un ritu propi de Lió, l'administració, va tenir lloc durant el Gradual.
Una diferència principal final va aparèixer a la missa pontifical del Dijous Sant: el sis sacerdots assistint el bisbe concelebraven amb ell sacramentalment, l'única ocasió, amb el ritu d'ordenació de la concelebració en tots els ritus llatins.
Aquestes característiques apareixen als ulls dels simples fidels mitjançant una simple comparació de les oracions del Missal, però les diferències entre la forma tridentina del ritu romà i el ritual lionès a la missa menor, i igual a la missa cantada, fins i tot, són bastant mínimes. Tanmateix, sembla que els catòlics de Lió coneixien els costums propis com "l'administració" i "el ritu de tauletes". Així, el ritu de Lió, a principis dels seixanta, encara estava viu.
A més, certs elements de tots els temps presents a la litúrgia de Lió han estat ressuscitats al ritu romà al final de les reformes del Concili Vaticà II, com la concelebració. Això pot explicar la debilitat de les oposicions que aquesta pràctica va trobar a la diòcesi de Lió, mentre que algunes persones la veien en un altre lloc com a no tradicional.